# Monomma fuerschi
Monomma fuerschi is een keversoort uit de familie somberkevers (Zopheridae). De wetenschappelijke naam van de soort werd in 1959 gepubliceerd door Heinz Freude.